# تقدیم اوج و حضیض

هر سیاره در یک مدار بیضی‌شکل به دور خورشید می‌گردد که این مدار به تدریج و در طول زمان می‌چرخد (تقدیم اوج و حضیض). این تصویر، تقدیم اوج و حضیض مثبت (پیشروی حضیض خورشیدی) با چرخش محور مداری در همان جهت حرکت مداری سیاره را نشان می‌دهد. خروج از مرکز مداری بیضی و مقدار تقدیم مدار برای درک بهتر، بزرگ‌نمایی شده است. بیشتر مدارها در منظومه شمسی خروج از مرکز مداری بسیار کمتر و پیشروی با سرعت بسیار کمتری دارند، یعنی مدار آن‌ها تقریباً دایره‌ای و ایستا است.

عناصر مداری اصلی. خط پیشروی (تقدیم) به رنگ آبی است و با ω نشان داده شده است. تقدیم اوج و حضیض برابر با مقدار تغییر ω در طول زمان است.

پویانمایی مدار گردش ماه به دور زمین - دید قطبی •

در مکانیک سماوی، تقدیم اوج و حضیض (انگلیسی: Apsidal precession) یا پیشروی اوج و حضیض (apsidal advance) به حرکت تقدیمی (چرخش تدریجی) خط متصل‌کننده نقاط اوج و حضیض (خط اوج و حضیض) در مدار حرکت یک جرم آسمانی گفته می‌شود. اوج و حضیض به‌ترتیب دورترین (دوراوج) و نزدیک‌ترین نقاط مداری نسبت به پایه گرانشی یک جرم آسمانی هستند. تقدیم اوج و حضیض مشتق زمانی شناسه حضیض است که یکی از شش عنصر مداری یک مدار به‌شمار می‌رود. هنگامی که محور مدار در همان جهت حرکت مداری می‌چرخد، تقدیم اوج و حضیض مثبت در نظر گرفته می‌شود. تناوب اوج و حضیض، فاصله زمانی لازم برای پیشروی مدار تا ۳۶۰ درجه است که در مورد مدار زمین حدود ۱۱۲٬۰۰۰ سال تا تکمیل یک چرخه و بازگشت به همان جهت طول می‌کشد.

## تاریخچه
ابرخس اخترشناس یونان باستان به تقدیم اوج و حضیض مدار ماه (چرخش اوج زمینی ماه با دوره تناوب تقریبی ۸٫۸۵ سال) اشاره کرده بود؛ این موضوع در سازوکار آنتیکیترا (در حدود ۸۰ پیش از میلاد) با مقدار فرضی ۸٫۸۸ سال در هر چرخه کامل و با درستی ۰٫۳۴٪ نسبت به اندازه‌گیری‌های فعلی) تصحیح شد. تقدیم اوج و حضیض خورشیدی (به عنوان یک حرکت متمایز از تقدیم اعتدالی)، نخستین بار توسط بطلمیوس در سده دوم میلادی محاسبه شد. بطلمیوس تأثیر این تقدیم بر حرکت اجرام آسمانی را نیز محاسبه کرد. تقدیم اوج و حضیض زمین و سیارات دیگر نتیجه انبوهی از پدیده هاست که توضیح بخشی از آن تا قرن بیستم دشوار بود، یعنی زمانی که آخرین بخش ناشناخته حرکت عطارد نیز دقیقاً توضیح داده شد.